# Diocesi di Ferento
La diocesi di Ferento (in latino Dioecesis Ferentiensis) è una sede soppressa e sede titolare della Chiesa cattolica.

## Storia
Ferento, antico municipio romano a soli 6 chilometri da Viterbo, fu sede di un'antica diocesi dell'alto Lazio, attestata tra il V e il VII secolo.
Il primo vescovo storicamente documentato è Massimino, che prese parte al concilio lateranense indetto da papa Felice III nel 487, sulla disciplina da adottare nei confronti dei vescovi e del clero africani che, a causa delle persecuzioni di Unnerico, avevano abiurato la fede cattolica. Il suo nome è associato ad una decretale dello stesso papa dell'anno successivo, in cui vengono affrontati i casi dei cristiani che hanno ricevuto dagli ariani un secondo battesimo. Nel concilio indetto da papa Gelasio I nel 495 prese parte un vescovo Massimino, ma senza indicazione della sede di appartenenza; non è da escludere che si tratti del medesimo personaggio.
Servideo (Servusdei) prese parte a due concili romani del 502, e si firmò come episcopus ecclesiae Feraenae, sede che potrebbe essere identificata con quella di Ferento. Il primo concilio, detto sinodo palmare, fu quello riunito il 23 ottobre da un editto del re Teodorico per restituire papa Simmaco sulla sua sede, dopo che questa era stata usurpata da Lorenzo. Il 6 novembre successivo il papa riunì un secondo concilio nella basilica di San Pietro in Vaticano, a cui prese parte anche il vescovo Servideo, benché nella firme degli atti non sia indicata la sede di appartenenza.
Il terzo vescovo noto di Ferento è Bonifacio, di cui parla papa Gregorio Magno nei suoi Dialoghi. Divenuto vescovo in ea civitate quae Ferentis dicitur verso la metà del VI secolo, contò tra i suoi preti, Costanzo, suo nipote, e Gaudenzio, che in tarda età testimonierà a papa Gregorio i miracoli operati da Bonifacio.
Anche il successore Redento, Ferentinae episcopus, è menzionato nei Dialoghi di Gregorio Magno. Divenne vescovo all'epoca di papa Giovanni III (561-574), e in un'epoca anteriore al 568, in occasione di una visita pastorale alla sua diocesi, visitò la tomba del martire sant'Eutizio nei pressi di Soriano; in questa occasione ebbe in sogno la visita del santo, che gli preannunciò la fine del mondo, probabile riferimento alle distruzioni operate dai Longobardi quando scesero in Italia nel 568. Più tardi Redento divenne amico di papa Gregorio, quando questi era ancora un semplice monaco, e gli raccontò questo episodio miracoloso. Redento morì circa sette anni prima che il pontefice scrisse i suoi Dialoghi, ossia verso il 586/587. Probabilmente deve essere identificato con il vescovo omonimo, indicato tuttavia senza la sede di appartenenza, che verso il 585/586 fu inviato da papa Pelagio II come ambasciatore presso i vescovi scismatici dell'Istria per ricondurli all'unità.
Il racconto nei Dialoghi di Gregorio Magno rappresenta la testimonianza più antica e storicamente certa relativa a sant'Eutizio e al suo culto diffuso nella diocesi di Ferento nella seconda metà del VI secolo. Una delle passioni di questo martire racconta che il vescovo Dionisio di Ferento cercò di liberare Eutizio dalla sua prigionia, ma invano; dopo che Eutizio venne decapitato, Dionisio «ne curò la sepoltura in una cripta a quindici miglia circa da Ferento. Dopo la pace costantiniana, il corpo del martire fu posto in una cassa marmorea e sul sepolcro fu costruita una chiesa». Secondo Lanzoni, «l'esistenza di un vescovo Dionisio a Ferento, costruttore o decoratore del sepolcro non può escludersi… Il Gams, credendo la nostra Passione del tutto degna di fede, ha collocato Dionisio nel 259, epoca da essa assegnata al martire; ma Dionisio può essere posteriore, perché i dati cronologici della Passione sono tutt'altro che certi.»
L'ultimo vescovo noto di Ferento è Marziano, che nel 595 prese parte al concilio romano indetto da papa Gregorio I e dove furono promulgati sei decreti circa l'organizzazione e la vita interna della Chiesa romana.
Cinquant'anni dopo, nel concilio lateranense del 649, indetto da papa Martino I per condannare l'eresia monotelita, partecipò il vescovo Bonito, il quale firmò gli atti come vescovo Ferentum Polimartium. Louis Duchesne sostiene che, dopo l'arrivo dei Longobardi, la diocesi di Ferento si trovò divisa in due dalla nuova frontiera tra ducato romano e terre longobarde, che passava proprio tra Ferento e Bomarzo (l'antica Polimarzio), e che per questo motivo i vescovi si rifugiarono a Bomarzo, in territorio bizantino, continuando a portare per un certo periodo il titolo di "vescovi di Ferento" accanto a quello nuovo di Polimarzio, che poi prevalse; mentre la parte longobarda della diocesi di Ferento, tra cui la stessa antica città episcopale, fu annessa alla diocesi di Tuscania. Queste considerazioni dello storico francese, apprezzate anche da Lanzoni, si scontrano tuttavia con la tradizione, secondo la quale la diocesi di Bomarzo sarebbe preesistente all'arrivo dei Longobardi; questi posero fine alla diocesi di Ferento, il cui territorio sarebbe stato annesso a quello di Bomarzo.
Dal 1970 Ferento è annoverata tra le sedi vescovili titolari della Chiesa cattolica; dall'8 luglio 2000 l'arcivescovo, titolo personale, titolare è Antonio Mennini, nunzio apostolico.

## Cronotassi dei vescovi
- San Dionisio † (III secolo)
- Massimino † (prima del 487 - dopo il 495 ?)
- Servideo ? † (menzionato nel 502)
- San Bonifacio † (metà del VI secolo)
- San Redento † (prima del 568 - circa 586/587 deceduto)
- Marziano † (menzionato nel 595)
- Bonito † (menzionato nel 649)

## Cronotassi dei vescovi titolari
- José García y Goldaraz † (2 luglio 1970 - 11 dicembre 1970 dimesso)
- Biagio Vittorio Terrinoni, O.F.M.Cap. † (17 aprile 1971 - 22 aprile 1977 nominato vescovo dei Marsi)
- Remigio Ragonesi † (27 maggio 1977 - 22 marzo 2000 deceduto)
- Antonio Mennini, dall'8 luglio 2000